# FlyEgypt
FlyEgypt — єгипетська низькобюджетна та чартерна авіакомпанія зі штаб-квартирою у Каїрі.

## Історія
Авіакомпанія була заснована в 2014 році як чартерний оператор і розпочала свою діяльність 12 лютого 2015 року рейсом між Каїром та Джиддою. 11 липня 2015 року були розпочаті щотижневі сезонну рейси між Цюрихом та Марса-Алам.
5 листопада 2018 року повідомлялося, що німецька Luftfahrt-Bundesamt заборонила FlyEgypt — разом з Air Cairo — польоти до Німеччини, куди він мав рейси від імені німецьких туроператорів, через жорсткіші правила якості палива, встановлені щодо єгипетських перевізників, що здійснюють рейси до Шарм-ель-Шейха Незабаром основні європейські туроператори Thomas Cook Group та TUI Group оголосили, що більше не підтримуватимуть контракти з цими авіакомпаніями з тієї ж причини. Однак авіакомпанія вирішила це питання за декілька днів. 23 грудня FlyEgypt отримав дозвіл на відновлення послуг у Німеччині і продовжує відповідати новим німецьким регламентам. 

## Напрямки
Напрямки на жовтень 2019 (включаючі сезонні чартерні рейси):
| Держава           | Місто         | Аеропорт               | Примітки            | Посилання |
| ----------------- | ------------- | ---------------------- | ------------------- | --------- |
| Єгипет            | Александрія   | Аеропорт Александрія   |                     |           |
| Єгипет            | Асьют         | Аеропорт Асьют         |                     |           |
| Єгипет            | Асуан         | Аеропорт Асуан         | з 25 листопада 2019 | [ 8 ]     |
| Єгипет            | Каїр          | Аеропорт Каїр          |                     | [ 8 ]     |
| Єгипет            | Хургада       | Аеропорт Хургада       |                     | [ 9 ]     |
| Єгипет            | Луксор        | Аеропорт Луксор        |                     |           |
| Єгипет            | Марса-Алам    | Аеропорт Марса-Алам    | з 26 листопада 2019 | [ 8 ]     |
| Єгипет            | Шарм-ель-Шейх | Аеропорт Шарм-ель-Шейх |                     | [ 9 ]     |
| Єгипет            | Сохаг         | Аеропорт Сохаг         |                     |           |
| Йорданія          | Амман         | Аеропорт Амман         |                     |           |
| Кувейт            | Кувейт        | Аеропорт Кувейт        |                     |           |
| Саудівська Аравія | Джидда        | Аеропорт Джидда        |                     |           |
| Саудівська Аравія | Янбу          | Аеропорт Янбу          |                     | [ 10 ]    |

## Флот

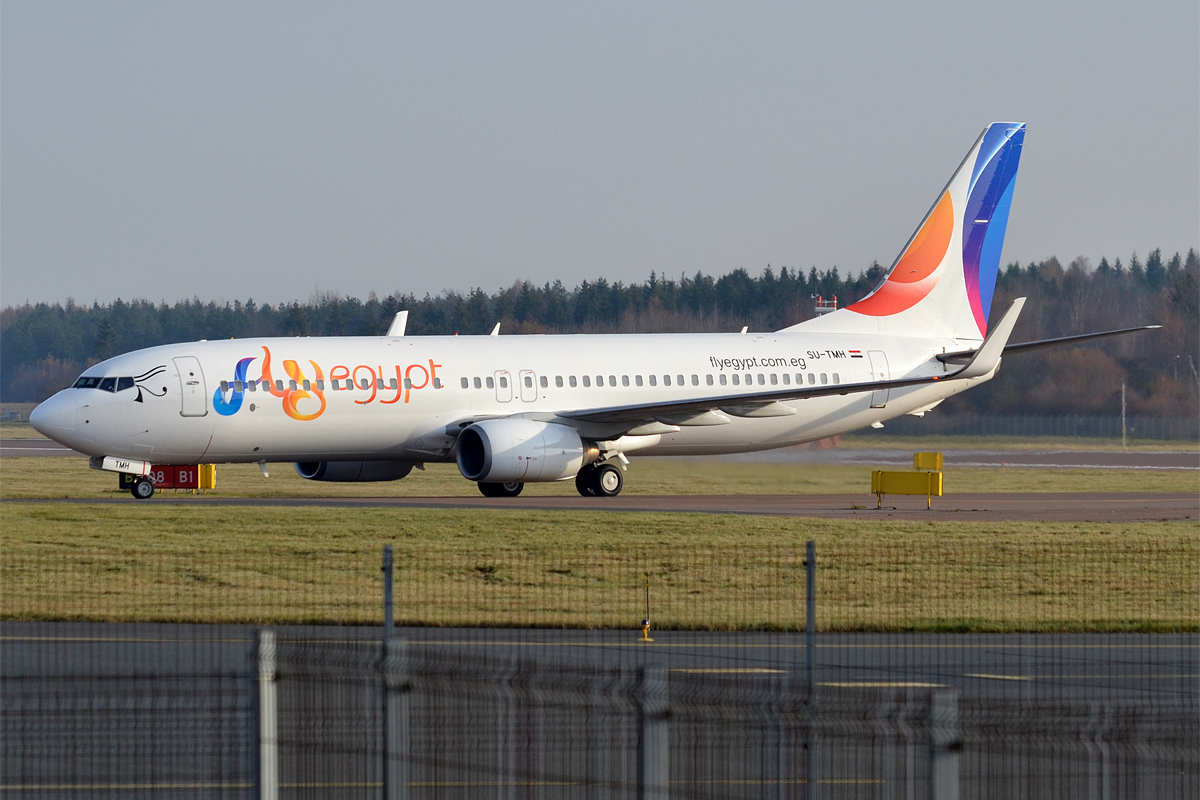
FlyEgypt Boeing 737-800

Станом на серпень 2019:
| Тип              | В дії | Замовлено | Пасажиромісткість | Примітки |
| ---------------- | ----- | --------- | ----------------- | -------- |
| Boeing 737-700   | 2     | —         | 148               |          |
| Boeing 737-800   | 5     | —         | 189               |          |
| Boeing 737 MAX 8 | —     | 2         | 189               |          |
| Загалом          | 7     | 2         |                   |          |